# Gliese 3634
Gliese 3634 eller GJ 3634, är en ensam stjärna belägen i den södra delen av stjärnbilden Vattenormen. Den har en skenbar magnitud av ca 11,95 och kräver ett teleskop för att kunna observeras. Baserat på parallax enligt Gaia Data Release 3 på ca 49,03 mas beräknas den befinna sig på ett avstånd av ca 66,5 ljusår (ca 20,4 parsec) från solen. Den rör sig bort från solen med en heliocentrisk radialhastighet av ca 5 km/s.

## Nomenklatur
GJ 3634 är uppkallad efter sin plats i Gliese Catalogue of Nearby Stars; en senare utökning av originalkatalogen sammanställdes gemensamt av Gliese och Hartmut Jahreiß. Den tredje och senaste katalogen, skapades för att namnge alla då kända stjärnor inom 25 parsecs av jorden (81,54 ljusår). GJ 3634 katalogiserades första gången 1987.

## Observation
Upptäckarna av GJ 3634 b arbetade genom High Accuracy Radial Velocity Planet Searcher (HARPS) vid European Southern Observatorys La Silla-observatoriet i Chile i över sex år på jakt efter exoplaneter som kretsade kring dvärgar med låg massa. Efter upptäckterna av elva planeter ändrade forskarna sin strategi för att söka efter planeter med extremt kort bana. De skulle först upptäcka systemet genom att använda metoden förmätning av radiell hastighet, där en observerad dopplerförskjutning i stjärnans ljus skulle mätas och tolkas, och  sedan följas upp med ett sökande efter transiter, där planeten korsar och dämpar ljuset från dess stjärna sett från jorden. Radiella hastighetsmätningar skulle hjälpa till att bestämma det mest effektiva och tidseffektiva sättet att observera potentiella planetariska transiter.
Radiella hastighetsmätningar avslöjade förekomsten av en planet med en massa på minst 7 jordmassor. Denna planet, GJ 3634 b, blev den första planeten som upptäcktes under den nya strategin. Teamet av astronomer följde sedan upp med transitmätningar med hjälp av instrument på Spitzer Space Telescope och fann att det troligen inte fanns någon transithändelse vid stjärnan, men de kunde upptäcka dess verkliga massa. GJ 3634 b publicerades i tidskriften Astronomy and Astrophysics den 8 februari 2011.

## Egenskaper
Primärstjärnan Gliese 3634 är en röd dvärgstjärna i huvudserien av  spektralklass M2.5 V. Den har en massa av ca 0,45 solmassa, en radie av ca 0,43 solradie och utsänder energi från dess fotosfär motsvarande ca 0,02 gånger solen vid en effektiv temperatur av ca 3 700 K. Stjärnan är relativt metallfattig och med en metallicitet på [Fe/H] -0,10 har GJ 3634 motsvarande 79 procent av solens mängd av järn. Med en beräknad ålder på mer än tre miljarder år är stjärnan i ålder liknande solens.

## Planetsystem
GJ 3634 har en bekräftad exoplanet i omloppsbana, GJ 3634 b. Planeten kallades en superjord av sina upptäckare på grund av dess massa, som antogs vara 8,4 gånger jordens och 0,02 gånger Jupiters massa. GJ 3634 b har en extremt kort omloppsperiod av 2,64561 dygn. Planeten kretsar nära stjärnan och är på ett genomsnittligt avstånd på 0,0287 AE. Den har en omloppsexcentricitet på 0,08, vilket betyder att dess omloppsbana är mycket nära cirkulär.
Den första studien av systemet tyder på att en andra planet i det inre systemet är osannolik. Upptäckarna av GJ 3634 b noterade dock den möjliga signalen från ett andra objekt av okänd natur som med största sannolikhet kretsar kring GJ 3634 med en period längre än 200 dygn och en massa som är minst dubbelt så stor som Neptunus.
| Planet       | Massa            | Halv storaxel (AE) | Siderisk omloppstid (d) | Excentricitet | Inklination | Radie |
| ------------ | ---------------- | ------------------ | ----------------------- | ------------- | ----------- | ----- |
| b            | ≥8,4 +4,0−1,5 M🜨 | 0,0287             | 2,64561 ± 0,0005        | 0,08 ± 0,03   | 59 +18−24°  | -     |
| (obekräftad) | ≥32 M🜨           | 0,6                | >200                    | -             | -           | -     |